# Бабеци (Бузау)
Бабеци (рум. Babeţi) насеље је у Румунији у округу Бузау. Oпштина се налази на надморској висини од 299 m.

## Становништво
Према подацима из 2011. године у насељу је живело 2835 становника.